# Soridopsis biapicata
Soridopsis biapicata – gatunek chrząszcza z rodziny kózkowatych i podrodziny zgrzypikowych. Jedyny przedstawiciel rodzaju Soridopsis.

## Zasięg występowania
Gatunek ten występuje w płd. Indiach.